# Olympische Jugend-Sommerspiele 2010/Teilnehmer (Chile)
| Gelbes Symbol für Goldmedaillen mit stilisierten Olympischen Ringen | Graues Symbol für Silbermedaillen mit stilisierten Olympischen Ringen | Braundes Symbol für Bronzemedaillen mit stilisierten Olympischen Ringen |
| ------------------------------------------------------------------- | --------------------------------------------------------------------- | ----------------------------------------------------------------------- |
| 1                                                                   | —                                                                     | —                                                                       |

Die Jugend-Olympiamannschaft aus Chile für die I. Olympischen Jugend-Sommerspiele vom 14. bis 26. August 2010 in Singapur bestand aus 50 Athleten.

## Athleten nach Sportarten

### Basketball
Mädchen
- 18. Platz
- Dayanne Garcia
- Estefania Vasquez
- Katalina Garcia
- Francisca Salvatierra

### Fußball
Mädchen
- Gold
- Paola Hinojosa
- Maria Navarrete
- Javiera Valencia
- Francisca Armijo
- Leslie Alarcon
- Julissa Barrera
- Gabriela Aguayo
- Catalina Gonzalez Veloz
- Melisa Rodriguez
- Monserrat Grau
- Javiera Roa
- Karina Sepulveda
- Katherine Cisternas
- Romina Orellana
- Fernanda Geroldi
- Constanza Gonzalez Parra
- Macarena Vasquez
- Macarena Errazuriz

### Hockey
Jungen
- 6. Platz
- Felix Schiegg
- Rodrigo David
- Manuel Becker
- Carlos Lagos
- Juan Pablo Purcell
- Vicente Martin
- Matias Mardones
- Fernando Renz
- Jose Pedro Maldonado
- Felipe Tapia
- Matias Koster
- Valentin Arguindegui
- Alan Hamilton
- Gonzalo Prado
- Francisco Pieper
- Cristobal Contardo

### Leichtathletik
| Mädchen - Macarena Borie 100 m: 13. Platz | Jungen - Alejandro Peirano 1000 m: 14. Platz - Joaquín Ballivián Kugelstoßen: 6. Platz |

### Radsport
- 10. Platz

| Mädchen - Laura Munizaga Holloway | Jungen - Nicolas Prudencio Flano - Edison Bravo Mansilla - Ignacio Cruz Ormeno |

### Reiten
- Alberto Schwalm
Springen Einzel: 23. Platz
Springen Mannschaft: 5. Platz (im Team Südamerika)

### Schwimmen
Jungen
- Alan Wladimir Abarca Cortes
50 m Rücken: disqualifiziert (Halbfinale)
100 m Rücken: 28. Platz (Vorrunde)
200 m Rücken: 19. Platz (Vorrunde)

### Segeln
Mädchen
- Maria Poncell-Maurin
Byte CII: 22. Platz

### Triathlon
Mädchen
- Andrea Longueira
Einzel: 12. Platz
Mannschaft: 5. Platz (im Team Amerika 2)

### Turnen
Mädchen
- Camila Francesca Vilches Arancibia
Einzelmehrkampf: 41. Platz (Qualifikation)